# Dibamus seramensis
Dibamus seramensis – gatunek jaszczurki z rodziny Dibamidae, opisany w 1985 roku przez Allena Greera na łamach „Journal of Herpetology”. Jej nazwa gatunkowa pochodzi od indonezyjskiej wyspy Seram, której jest endemitem. Gatunek ten osiąga ponad 20 centymetrów długości. Ma 130 kręgów przedkrzyżowych i 18 ogonowych.
D. seramensis wyróżnia się od pozostałych przedstawicieli tego rodzaju większymi rozmiarami. SVL (długość ciała bez ogona) wynosi 203 milimetry. Ponadto ma wyższą (33) liczbę rzędów łusek w środkowej części ciała.